# Huleaihorodok, Smila
Huleaihorodok (în ucraineană Гуляйгородок) este un sat în comuna Holoveatîne din raionul Smila, regiunea Cerkasî, Ucraina.

## Demografie
Componența lingvistică a localității Huleaihorodok
     Ucraineană (95,14%)
     Rusă (4,17%)
     Alte limbi (0,69%)
Conform recensământului din 2001, majoritatea populației localității Huleaihorodok era vorbitoare de ucraineană (95,14%), existând în minoritate și vorbitori de rusă (4,17%).